# Winfried Opgenoorth
Winfried Opgenoorth (* 20. Juni 1939 in Düsseldorf) ist ein deutsch-österreichischer Illustrator.

## Leben
Opgenoorth absolvierte eine Ausbildung zum Tiefdruckretuscheur. Er studierte 1958 bis 1961 Grafik an der Werkkunstschule in Düsseldorf und arbeitete geraume Zeit in diesem Beruf. 1972 machte er sich in Wien beruflich selbständig, wobei er hauptsächlich Schulbücher illustrierte. 1979 malte er sein erstes eigenes Kinderbuch, Hokuspokus in der Nacht, dessen Text von Mira Lobe in Verse gebracht wurde. Es folgte eine intensive Zusammenarbeit mit Mira Lobe, er illustrierte aber auch für Wawa Weisenberg, Wilhelm Pellert, Lene Mayer-Skumanz, Wolf Harranth, Tilde Michels, Burckhard Garbe, Friedl Hofbauer, Helmut Korherr, Gerda Anger-Schmidt, Wolfgang Wagerer, Ernst A. Ekker, Gerhard Hofer, Gabi Berger, Jutta Modler, Frauke Nahrgang, Heinz R. Unger, Georg Bydlinski, Christine Rettl, Ilse Reif-Schere, Andreas Findig, Folke Tegetthoff, Silvia Vigl, Marko Simsa, Anna Melach, Sigrid Laube.
Zahlreiche Illustrationen machte er für die Kinderzeitschrift Weite Welt der Steyler Missionare.
Opgenoorth ist mit der Kinderbuchautorin Christine Rettl verheiratet.

## Werke (Auswahl)
- Hokuspokus in der Nacht, 1979, Mira Lobe, Ellermann Verlag
- Valerie und die Gutenachtschaukel, 1981, Mira Lobe, Verlag Jungbrunnen
- Die Mutwurzel, 1985, Mira Lobe und Lene Mayer-Skumanz
- Da ist eine wunderschöne Wiese, 1985, Wolf Harranth, Verlag Jungbrunnen
- Herr Markus, 1987, Lene Mayer-Skumanz
- Das kleine Hokuspokus, 1988, Mira Lobe, Verlag Jungbrunnen
- Das quiek-fidele Borstentier, 1989, Mira Lobe, Ellermann Verlag
- Tina und das Orchester, 1999, Marko Simsa

## Auszeichnungen
- 2012 Österreichischer Kunstpreis für Kinder- und Jugendliteratur[1]